# KASSE JAPAN
株式会社KASSE JAPAN（カッセジャパン）は、九州産業交通ホールディングス傘下において運営されている経営コンサルティングならびに地方創生事業を展開する熊本県内の会社である。

## 沿革
- 2017年（平成29年）4月27日 - 九州産交グループ内の様々な経営資源を活用しながら、地元物産品流通網構築・販売他各種研修セミナー・経営コンサルティング等を企画・立案する事業として新たに設立。
- 2021年（令和3年）7月1日 - これまで九州産交ツーリズムが行っていた業務の一部である地方創生事業を同社より継承。

## 業務内容

### 地域商社
- 各種研修・セミナーの企画、コンサルティング及び運営
- マーケティング・リサーチ及び経営情報の調査、収集及び提供ならびに広告宣伝に関する事業
- 飲食物の開発・販売
- 農産物、水産物の生産、加工、流通、販売
- 観光分野等におけるプロモーション事業

### 地方創生事業
- ロバの旅（九州産交グループが運行する路線バスを用いて観光地を巡るツアー）の主催
- 観光交流施設「mio camino AMAKUSA（リゾラテラス天草（熊本県上天草市松島町）内にある観光交流施設）」の運営
- 阿蘇山火口シャトルバス（阿蘇山上ターミナル - 中岳火口）の運営
  - バスの運行業務は産交バス阿蘇営業所に委託
- くまモンビレッジ（SAKURA MACHI Kumamoto2階）の運営

### 通信販売
- 熊本県物産品購入サイト「KUMATOKU」の運営[1]